# Aart Moerkerken
Aart Moerkerken (Rotterdam, 1 februari 1947 – Capelle aan den IJssel, 8 oktober 2024) was predikant binnen de Gereformeerde Gemeenten. Hij was van 1 juni 1996 tot 23 juni 2017 rector van de Theologische School van de Gereformeerde Gemeenten.

## Biografie
Moerkerken studeerde theologie aan de Rijksuniversiteit Utrecht. In 1972 wordt hij toegelaten tot de studie aan de predikantsopleiding van de Gereformeerde Gemeenten en reeds in 1974 wordt hij in Nieuw-Beijerland bevestigd tot predikant. In 1987 nam hij het beroep aan naar Gouda. Tussentijds wordt ds. Moerkerken in 1980 door de generale synode benoemd tot docent aan de Theologische School. Zestien jaar combineerde hij dit met zijn ambt als predikant. In 1996 ging hij om gezondheidsredenen met emeritaat, waardoor hij als rector volledig in dienst van de school kon komen.
Als rector heeft ds. Moerkerken lange tijd mede het gezicht bepaald van de Gereformeerde Gemeenten. Hij is wel het boegbeeld genoemd.
Ds. Moerkerken was van 1986-2009 hoofdredacteur van De Saambinder, het voornaamste kerkblad van de Gereformeerde Gemeenten.
Moerkerken overleed op 77-jarige leeftijd.

## Kritiek
Kritiek kwam er op de visie van ds. Moerkerken omtrent het thema ‘standen in het geestelijke leven’, zoals hij die vooral in Bethel en Pniël. Standen in het genadeleven (1997) uitwerkte. Moerkerken beriep zich daarbij onder andere op Alexander Comrie en stelde ‘dat men een ware gelovige kan zijn en een hartelijke droefheid over de zonde kan hebben, zonder kennis van Christus' verlossingswerk te hebben’. De critici stellen dat Moerkerken daarmee een onjuiste voorstelling geeft van het 'ware geloof' en hij het genadeleven ‘te veel in een systeem’ vat.
In hetzelfde jaar publiceerde kerklid Johan Blaauwendraad, tevens rector magnificus van de Technische Universiteit Delft, hiertegen zijn boek Het is ingewikkeld geworden, in 2000 gevolgd door De leer tegen het licht. In 2003 barstte de discussie in volle hevigheid los na de verschijning van Klaas van der Zwaags vuistdikke Afwachten of verwachten. Van de ‘standen in het genadeleven’ zou te veel een systeem zijn gemaakt.
Moerkerken verdedigde zich tegen deze beschuldigingen met het argument, dat hij niet anders wil zeggen dan andere bevindelijke predikers gedaan hebben, en aan wil sluiten bij de bekende ds. I. Kievit en prof. G. Wisse in zijn boek De droefheid naar God. In beide gevallen kozen de Gereformeerde Gemeenten de zijde van docent Moerkerken en de critici verlieten het kerkgenootschap.

## Boeken[6]
- Zonder enige twijfel. De Nederlandse geloofsbelijdenis. ISBN 9789033128332, 2017[6]
- De ziener van Patmos. Acht overdenkingen over Openbaring. ISBN 9789033125911, 2013
- De witte bladzijde tussen het Oude en Nieuwe Testament. ISBN 9789033123900, 2012
- De Bruid van Bethlehem. ISBN 9789033123856, 2011
- Zin en mening. ISBN 9789033123436. 2010
- De onbekende ziener. ISBN 9789033122569. 2009
- De strik brak los. ISBN 9789033121029. 2007
- Als een mosterdzaad. ISBN 9033120275. 2006
- Gij Waart Mijn Hulp. ISBN 9789033119613. 2005
- Intocht. ISBN 9789033119330. 2005
- Ons troostboek. ISBN 9789033118210. 2004
- Doortocht. ISBN 9789033117749. 2003
- De stad van mijn vaderen :[7]
- Uittocht. ISBN 9033116952. 2002
- De Zon der gerechtigheid. ISBN 9033115980. 2001
- Gelijk een bron. ISBN 9789033114731. 2000
- Jozef leeft nog. ISBN 903311416X. 1999
- De wenende profeet, elf overdenkingen over Jeremia. ISBN 9033113384. 1998
- Bethel en Pniël: standen in het genadeleven. ISBN 903311268X. 1997
- Diepten der zee: acht overdenkingen over zeeën in de Bijbel. ISBN 9033111276. 1995
- Uw krankheên kent. ISBN 9033110687. 1994
- Een mensenkind. ISBN 9789033605567. 1992, herdruk 2005
- De kinderen van Rechab. ISBN 9073764149. 1991
- Verstaat gij ook...? 1990
- Genadeleven en genadeverbond. ISBN 9789033117923. 1979, herdruk 2004